# Paraskowija (hromada Starowiriwka)
Paraskowija (ukr. Парасковія) – wieś na Ukrainie, w obwodzie charkowskim, w rejonie krasnohradzkim, w hromadzie Starowiriwka. W 2001 liczyła 486 mieszkańców, spośród których 434 wskazało jako ojczysty język ukraiński, 49 rosyjski, 2 białoruski, a 1 inny.